# یواس‌اس اوکونی (ای‌اوجی-۳۴)
یواس‌اس اوکونی (ای‌اوجی-۳۴) (به انگلیسی: USS Oconee (AOG-34)) یک کشتی بود که طول آن ۲۲۰ فوت ۶ اینچ (۶۷٫۲۱ متر) بود. این کشتی در سال ۱۹۴۴ ساخته شد.